# Y̆
Ne doit pas être avec la lettre cyrillique ou bref ‹ Ў ў ›.
Y̆ (minuscule : y̆), appelé Y bref, est une lettre latine utilisée dans la romanisation ALA-LC du mordve.
Il s’agit de la lettre Y diacritée d’une brève suscrite.

## Usage informatique
Le Y bref peut être représenté avec les caractères Unicode suivants : 
- décomposé (latin de base, diacritiques) :

| formes    | représentations | chaînes de caractères | points de code | descriptions                                |
| --------- | --------------- | --------------------- | -------------- | ------------------------------------------- |
| capitale  | Y̆               | Y◌̆                    | U+0059 U+0306  | lettre majuscule latine y diacritique brève |
| minuscule | y̆               | y◌̆                    | U+0079 U+0306  | lettre minuscule latine y diacritique brève |

## Sources
- Randall K. Barry, « Non-Slavic Languages (in Cyrillic Script) », ALA-LC Romanization Tables, 1997.